# Randy Houser

Randy Houser auf der Bühne (April 2010)

Randy Houser (* 18. Dezember 1975 in Lake, Mississippi; eigentlich Shawn Randolph Houser) ist ein US-amerikanischer Countrysänger.

## Karriere
Schon früh musizierte Houser, mit 13 Jahren spielte er bereits in seiner eigenen Band. Während seiner ganzen High-School-Zeit trat er nebenher als Musiker auf und in seiner Collegezeit entwickelte er sich auch zum Songwriter und war mit der Band 10lb. Biscuit in Mississippi erfolgreich.
Im Jahr 2002 ging er dann nach Nashville, wo er einen Songwriter-Vertrag bekam und unter anderem als Co-Autor von Trace Adkins’ Millionenseller Honky Tonk Badonkadonk Erfolg hatte. Durch vermehrte eigene Auftritte konnte er sich einen Plattenvertrag sichern und 2008 seine Debütsingle Anything Goes veröffentlichen, die es bis in die Billboard Hot 100 schaffte. Es folgte das gleichnamige Album, das es in den Heatseeker-Charts auf Platz 1 brachte und ein ordentlicher Erfolg wurde. Insbesondere enthielt es noch den Hit Boots On, der in den Country-Charts auf Platz 2 kam.

## Diskografie

### Alben
| Jahr | Titel                 | Höchstplatzierung, Gesamtwochen, AuszeichnungChartplatzierungen (Jahr, Titel, Platzierungen, Wochen, Auszeichnungen, Anmerkungen) | Höchstplatzierung, Gesamtwochen, AuszeichnungChartplatzierungen (Jahr, Titel, Platzierungen, Wochen, Auszeichnungen, Anmerkungen) | Anmerkungen                              |
| Jahr | Titel                 | US | Country | Anmerkungen                              |
| ---- | --------------------- | --- | --- | ---------------------------------------- |
| 2008 | Anything Goes         | US101 (19 Wo.)US | Country21 (78 Wo.)Country | Erstveröffentlichung: 18. November 2008  |
| 2010 | They Call Me Cadillac | US43 (3 Wo.)US | Country8 (24 Wo.)Country | Erstveröffentlichung: 21. September 2010 |
| 2013 | How Country Feels     | US11 Gold · (28 Wo.)US | Country3 (64 Wo.)Country | Erstveröffentlichung: 22. Januar 2013    |
| 2016 | Fired Up              | US15 (4 Wo.)US | Country3 (16 Wo.)Country | Erstveröffentlichung: 11. März 2016      |
| 2019 | Magnolia              | US135 (1 Wo.)US | Country11 (1 Wo.)Country | Erstveröffentlichung: 11. Januar 2019    |

### Singles
| Jahr | Titel Album                               | Höchstplatzierung, Gesamtwochen, AuszeichnungChartplatzierungen (Jahr, Titel, Album, Platzierungen, Wochen, Auszeichnungen, Anmerkungen) | Höchstplatzierung, Gesamtwochen, AuszeichnungChartplatzierungen (Jahr, Titel, Album, Platzierungen, Wochen, Auszeichnungen, Anmerkungen) | Anmerkungen           |
| Jahr | Titel Album                               | US | Country | Anmerkungen           |
| ---- | ----------------------------------------- | --- | --- | --------------------- |
| 2008 | Anything Goes                             | US92 (5 Wo.)US | Country16 (32 Wo.)Country |                       |
| 2009 | Boots On Anything Goes                    | US53 (19 Wo.)US | Country2 (30 Wo.)Country |                       |
| 2009 | Whistlin’ Dixie They Call Me Cadillac     | — | Country31 (19 Wo.)Country |                       |
| 2010 | I’m All About It –                        | — | Country49 (9 Wo.)Country |                       |
| 2010 | A Man Like Me They Call Me Cadillac       | — | Country53 (11 Wo.)Country |                       |
| 2011 | In God’s Time –                           | — | Country54 (4 Wo.)Country |                       |
| 2012 | How Country Feels                         | US42 Platin · (20 Wo.)US | Country6 (47 Wo.)Country |                       |
| 2013 | Runnin’ Outta Moonlight How Country Feels | US24 Platin · (20 Wo.)US | Country3 (39 Wo.)Country |                       |
| 2013 | Goodnight Kiss How Country Feels          | US52 Gold · (16 Wo.)US | Country9 (26 Wo.)Country |                       |
| 2014 | Like a Cowboy How Country Feels           | US62 Gold · (14 Wo.)US | Country9 (38 Wo.)Country |                       |
| 2015 | We Went Fired Up                          | US60 (13 Wo.)US | Country7 (40 Wo.)Country |                       |
| 2016 | Song Number 7 Fired Up                    | — | Country46 (4 Wo.)Country |                       |
| 2018 | What Whiskey Does Magnolia                | — | Country40 (7 Wo.)Country | feat. Hillary Lindsey |

Weitere Singles
- 2022: Note to Self (US: Gold)